# Zecca (Burkina Faso)
Pour les articles homonymes, voir Zecca (homonymie).
Zecca est une commune rurale située dans le département de Diabo de la province du Gourma dans la région de l'Est au Burkina Faso.

## Géographie
Zecca est situé à 2,5 km au Sud-Ouest de Diabo, le chef-lieu du département.

## Santé et éducation
Le centre de soins le plus proche de Zecca est le centre de santé et de promotion sociale (CSPS) de Diabo.